# Liste der Stendaler Domprediger

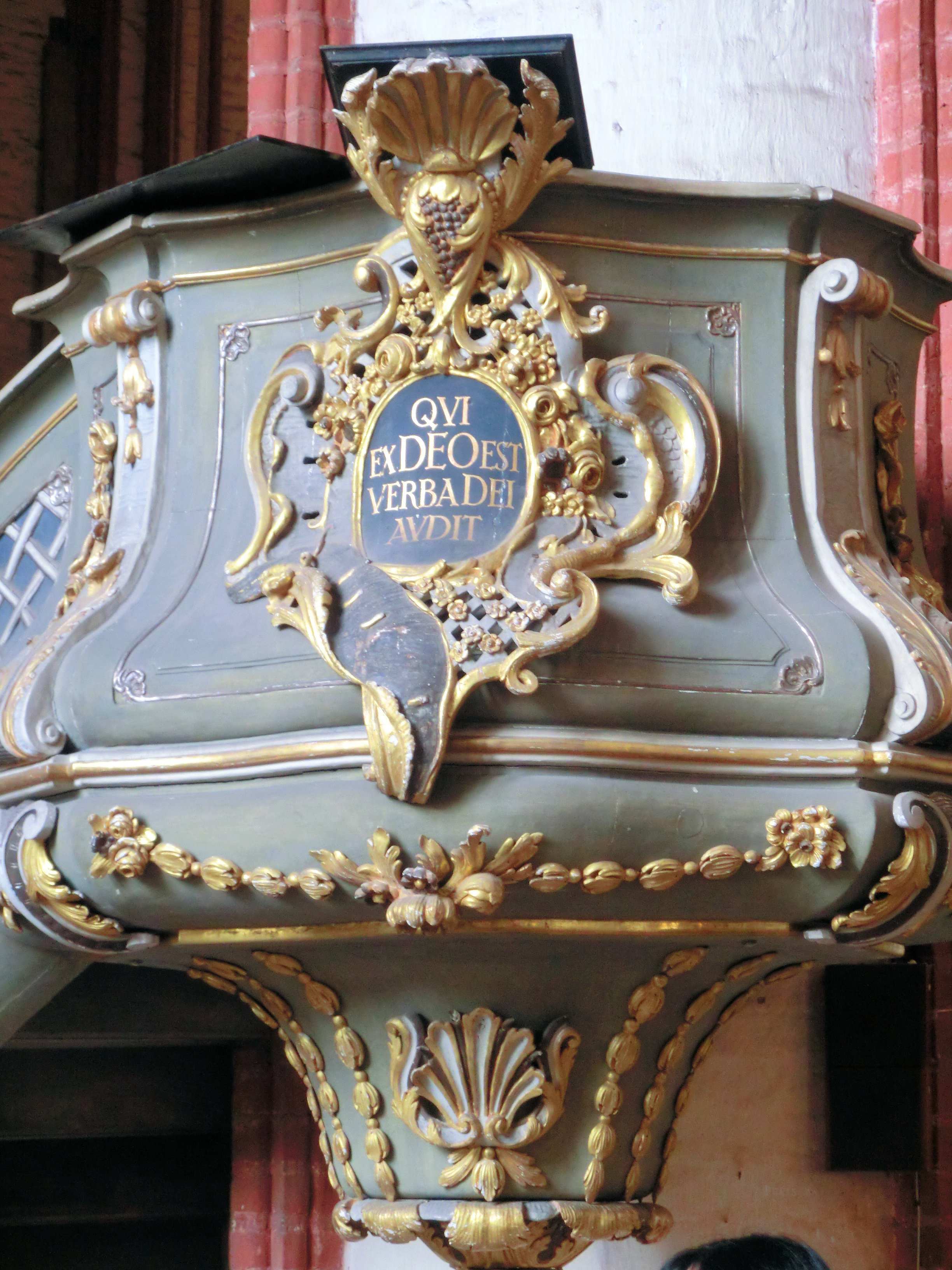
Detail aus der Stendaler Domkanzel mit der Aufschrift: Qui ex Deo est verba Dei audit „Wer von Gott ist, der hört Gottes Worte.“

Am Dom St. Nikolaus in Stendal waren seit der Einführung der Reformation im Jahre 1540 drei Pfarrstellen eingerichtet. Der ranghöchste hatte den Titel eines Oberpfarrers oder Dompredigers (später auch Oberdompredigers). Mit dem Amt war auch das des Superintendenten bzw. ab 1551 das des Generalsuperintendenten für die Altmark (ab 1664 zusätzlich für die Prignitz) verbunden. Nach dem Tod des letzten Generalsuperintendenten Jani 1813 wurde das Amt aufgehoben; die Domprediger fungierten seitdem nur als Superintendenten des Kirchenkreises Stendal. 1946 wurde in der Evangelischen Kirche der Kirchenprovinz Sachsen die Propstei Altmark errichtet (2009 mit der Propstei Halberstadt-Magdeburg zum Propstsprengel Stendal-Magdeburg vereint) und das Amt des Dompredigers 1960 mit dem des Propstes verbunden.
| Name                         | von  | bis      | Funktion |
| ---------------------------- | ---- | -------- | --- |
| Konrad Cordatus              | 1540 | 1546     | Domprediger und Superintendent |
| Johann Lüdecke               | 1547 | 1559     | Domprediger und Superintendent, ab 1551 auch Generalsuperintendent                                                                     |
| Simon Sinapius               | 1560 | 1574     | Domprediger und Generalsuperintendent                                                                                                  |
| Andreas Celichius            | 1574 | 1579     | Domprediger und Generalsuperintendent                                                                                                  |
| Sabellus Chemnitius          | 1579 | 1611     | Domprediger und Generalsuperintendent                                                                                                  |
| Daniel Schaller              | 1613 | 1630     | Domprediger und Generalsuperintendent                                                                                                  |
| Johann Stralius der Ältere   | 1632 | 1636     | Domprediger und Generalsuperintendent                                                                                                  |
| Johann Stralius der Jüngere  | 1637 | 1663     | Domprediger und Generalsuperintendent                                                                                                  |
| Matthias Bugaeus             | 1664 | 1680     | Domprediger und Generalsuperintendent                                                                                                  |
| Daniel Bernhardi             | 1681 | 1707     | Domprediger und Generalsuperintendent                                                                                                  |
| Johann Christoph Meurer      | 1708 | 1740     | Domprediger und Generalsuperintendent                                                                                                  |
| Johann Rudolph Nolten        | 1741 | 1754     | Domprediger und Generalsuperintendent                                                                                                  |
| Gottfried Christian Rothe    | 1756 | 1758     | Domprediger und Generalsuperintendent, ab 1758 Generalsuperintendent von Pommern                                                       |
| Johann Friedrich Hähn        | 1759 | 1763     | Domprediger und Generalsuperintendent, ab 1763 Generalsuperintendent des Herzogtums Magdeburg, ab 1771 Generalsuperintendent in Aurich |
| Johann Samuel Werckenthin    | 1763 | 1778     | Domprediger und Generalsuperintendent                                                                                                  |
| Georg Christoph Silberschlag | 1779 | 1790     | Domprediger und Generalsuperintendent                                                                                                  |
| Johann Christian Jani        | 1791 | 1813     | Domprediger und Generalsuperintendent                                                                                                  |
| Friedrich Ribbeck            | 1817 | 1823     | Domprediger und Superintendent, ab 1823 Generalsuperintendent in Erfurt, ab 1832 in Breslau                                            |
| Heinrich Ludwig Wagner       | 1824 | 1829     | Oberdomprediger |
| Friedrich August Weber       | 1831 | 1844     | Domprediger |
| Ludwig Borghardt             | 1846 | 1867     | Domprediger, ab 1867 Generalsuperintendent in Magdeburg                                                                                |
| Emil Burkhardt               | 1868 | 1882     | Domprediger und Superintendent |
| Hermann Jeep                 | 1883 | 1901     | Oberdomprediger und Superintendent |
| Leopold Brunabend            | 1902 | 1918 (†) | Oberdomprediger, ab 1912 auch Superintendent                                                                                           |
| Hermann Alberts              | 1920 | 1946     | Oberdomprediger und Standortpfarrer, von 1922 bis 1949 Superintendent im Kirchenkreis Stendal                                          |
| Walter Mücksch               | 1946 | 1960     | Domprediger und Superintendent, ab 1960 Rektor des Pastoralkollegs der Kirchenprovinz Sachsen                                          |
| Karl Schaper                 | 1960 | 1965     | Domprediger und Propst |
| Friedrich Carl Eichenberg    | 1966 | 1980     | Domprediger und Propst |
| Eberhard Schmidt             | 1980 | 1995     | Domprediger und Propst |
| Almuth Noetzel               | 1995 | 2004     | Dompredigerin und Pröpstin |
| Christoph Hackbeil           | 2009 |          | Domprediger und Propst |